# Canale Kuma-Manyč
Il canale Kuma-Manyč (in russo Кумо-Манычский канал? Kumo-Manyčskij kanal) è un canale d'irrigazione della Russia europea meridionale (Territorio di Stavropol'), la cui costruzione fu completata nel 1965. Si trova lungo la depressione del Kuma-Manyč, e collega il fiume Kuma, del bacino del Mar Caspio, con il Manyč orientale che scorre anch'esso in direzione del Mar Caspio, ma si prosciuga lungo il percorso senza sfociare nel mare. 
Il Manyč orientale non dev'essere confuso con il Manyč occidentale, tributario del Don, che sfocia nel Mar d'Azov.

## Descrizione
Il canale inizia tra i villaggi di Levokumskoe e Novokumskij sul fiume Kuma, dove termina il canale Terek-Kuma (completato nel 1958) che collega i fiumi Terek e Kuma. Il Kuma-Manyč corre in direzione nord-est e poi in direzione nord-ovest, sfociando nel bacino Čograjskoe vicino alla diga e all'impianto idroelettrico. Il canale è utilizzato principalmente per scopi di irrigazione e approvvigionamento idrico.